# Matija Škarabot
Matija Škarabot (Nova Gorica, 4 febbraio 1988) è un calciatore sloveno, difensore della Pro Gorizia.